# ساندرلال باهوگونا

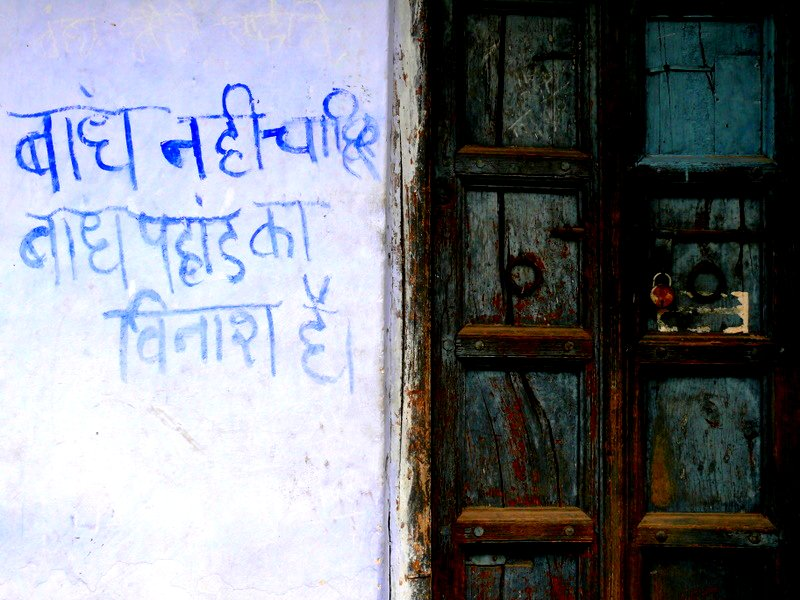
پیامی اعتراضی به سد تهری که سال‌ها توسط ساندرلال باهگونا هدایت می‌شد. می‌گوید ما سد را نمی‌خواهیم، سد عامل ویرانی کوه است.

ساندرلال باهوگونا (انگلیسی: Sunderlal Bahuguna؛ زادهٔ ۹ ژانویهٔ ۱۹۲۷) طرفدار محیط زیست و فعال سیاسی اهل هند است.
وی همچنین برندهٔ جوایزی همچون جایزه نوبل آلترناتیو شده است.